# Giovanna Battista Solimani
Giovanna Maria Battista Solimani (světským jménem: Maria Antonia Felicia; 12. května 1688 Janov – 8. prosince 1758 Janov) byla italská řeholnice a zakladatelka řádu Poustevnic svatého Jana Křtitele.

## Život
Narodila se 12. května 1588 v Janově.
Od raného věku se věnovala katechezi a službě chudým a nemocným. Její budoucí řeholní povolání pramenilo z přátelství s klariskami v Albaru, s kapucínským knězem  Atanasiem z Voltri a z přítomnosti karmelitánů v její rodné farnosti.
Byla ctitelkou svatého Jana Křtitele, kterého vnímala jako vzor mnišského života. Roku 1730 s pomocí kněze Domenica Francesca Olivieriho založila první klášter Poustevnic svatého Jana Křtitele, který kombinoval kontemplativní život s péčí o děti a návštěvami nemocných. Roku 1746 přijalo hábit prvních dvanáct řeholnic a následující rok složili řeholní sliby.
Roku 1749 založila kněžskou kongregaci misionářů svatého Jana Křtitele, která na konci 18. století zanikla.
Zemřela 8. prosince 1758 v Janově.

## Proces svatořečení
Proces byl zahájen 24. července 1768 v janovské arcidiecézi a na konci 19. století byl přerušen. K obnovení procesu došlo 25. června 2002. Dne 28. října 2019 uznal papež František její hrdinské ctnosti.